# Marco Macaco
Marco Macaco (em inglês: Primates of the Caribbean também conhecido como Primates of the Seven Seas ou Marco and the Pirates na Australia) é um filme de animação dinamarquês em computação gráfica lançado em 2012, dirigido por Jan Rahbek e produzido pelo estúdio Nice Ninja.

## Sinopse
Marco trabalha como um oficial de praia, mas passa a maior parte do seu tempo tentando conquistar o coração da bela Lulu.

## Elenco
- Peter Frördin como Marco Macaco
- Mille Lehfeldt como Lulu
- Rune Tolsgaard como Carlo
- Jess Ingerslev como Presidente